# واکنش متناقض
یک واکنش پارادوکسیکال یا اثر متناقض، تأثیر یک ماده شیمیایی، بیشتر داروی پزشکی، بر خلاف آنچه که انتظار می‌رفته‌ است. نمونه ای از یک واکنش پارادوکسیکال درد ناشی از داروی مسکن است.

## مواد

### آمفتامین‌ها
آمفتامین‌ها یک کلاس از داروهای روانگردان محرک هستند. خواب آلودگی متناقض گاهی ممکن است در بزرگسالان رخ دهد.